# Lomonosoffiella albipes
Lomonosoffiella albipes (лат.) — вид паразитических наездников из семейства Pteromalidae отряда перепончатокрылые насекомые. Встречаются в Австралии. Назван в честь Михаила Ломоносова.

## Описание
Мелкие наездники (около 2 мм), самки с зеленовато-голубоватым блестящим телом и длинным петиолем. Ноги и скапус беловатые, жгутик чёрный. Усики самки 13-члениковые с 3-члениковой булавой. Жвалы с 3—4 зубцами. Вид впервые описан в 1913 году американским энтомологом Алекснадром Жироу по материалам из штатт Квинсленд в Австралии.